# بياض السحاب

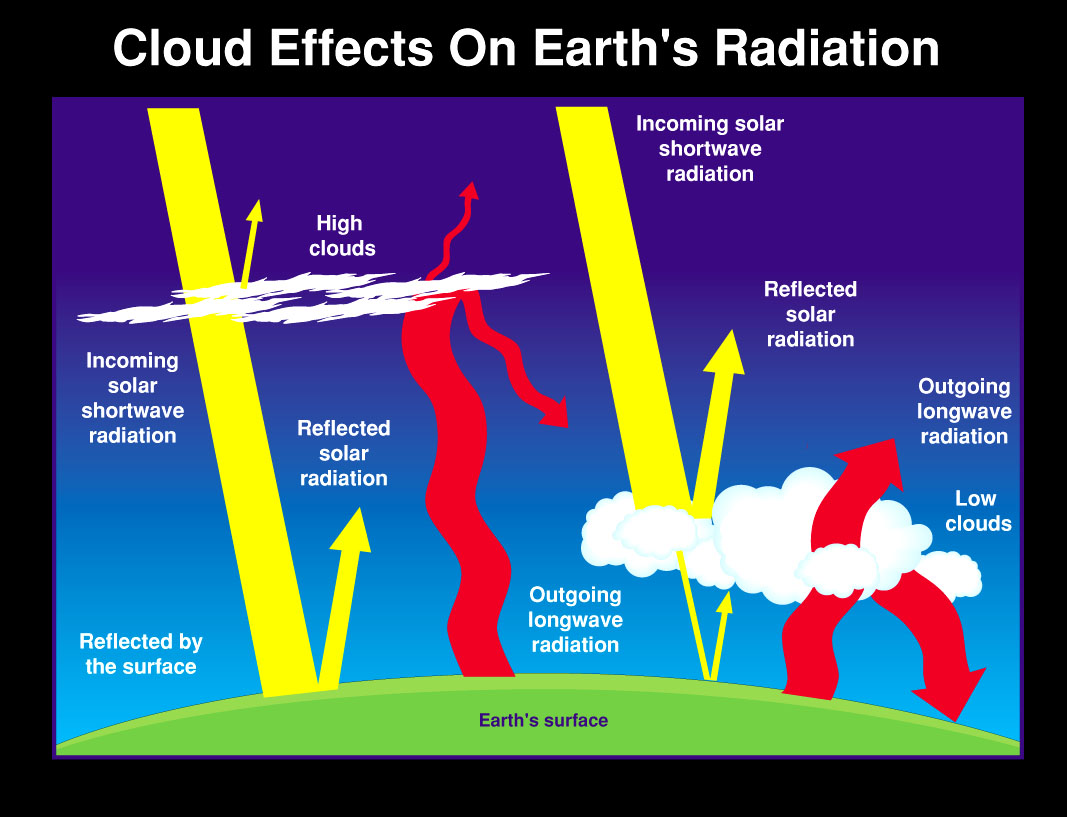

بياض السحاب أو وضاءة السحاب (بالإنجليزية: Cloud albedo)‏، هي انعكاسات أشعة الشمس على السحاب، والتي يمكن أن تتغير من أقل من 10٪ إلى أكثر من 90٪، وهذا التغير يتوقف على أحجام القطرات، ومحتوى السحاب من الماء السائل، ومن بخار الماء، وسُمك السحابة، وزاوية سقوط أشعة الشمس. كلما صغرت القطرات وكلما زاد محتوى الماء السائل، ومع استقرار العوامل الأخرى، كلما ازداد بياض السحابة.